# Schijnpoort (premetrostation)

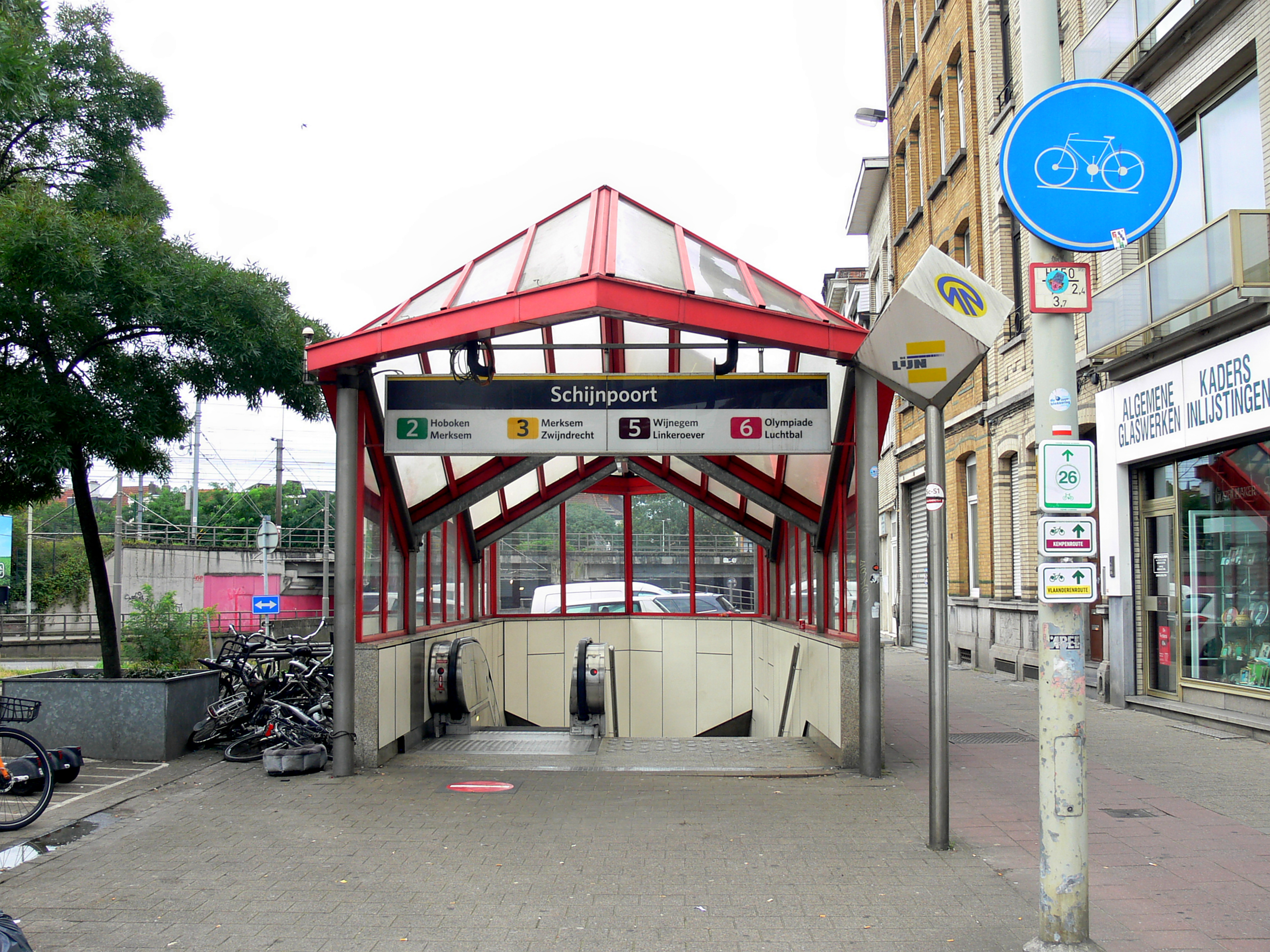
Ingang noordzijde Schijnpoortweg

Schijnpoort is een naar de voormalige Schijnpoort genoemd Antwerps premetrostation, gelegen onder de Schijnpoortweg.
Het station werd geopend op 1 april 1996 samen met de andere stations van de lijn tussen het Astridplein en het Sportpaleis.
Het wordt gekenmerkt door de kleurrijke pijlen als bewegwijzering en de ronde vensters tussen de (rol-)trappen en de perrons.
Het station ligt tussen 2 wisselpunten. Stad-uitwaarts ligt net na het station de wissel tussen de tunnel richting Sport (Lijnen 2-3 en 6) en de tunnel richting open helling Ten Eekhovelei (Lijn 5). Stad-inwaarts ligt na het station de wissel tussen de tunnel richting Handel ( momenteel Lijnen 2-3-5 en 6) en de nog niet in gebruik zijnde tunnel richting Stuivenberg. Die tunnel is 1400m lang en telt 2 stations, nl Stuivenberg en Sint-Willibrordus.  De tunnel sluit net voor, het niet in gebruik zijnde, station Carnot aan op de tunnel Zegel - Astrid (Reuzenpijp). Deze zal samen met de stations Stuivenberg en Sint-Willibrordus, in 2027 in gebruik genomen worden.
Het goederenstation Antwerpen-Schijnpoort ligt in de onmiddellijke omgeving van dit premetrostation. Er zijn voorstellen om dit station aan spoorlijn 12 ook voor reizigers toegankelijk te maken en met het premetrostation te verbinden.
Op straat niveau zijn er 2 ingangen één aan elke zijde van de Schijnpoortweg. Het station heeft naast trappen wel roltrappen maar geen lift.
Op niveau -1 bevindt zich de stationshal met toegangen tot de 2 perrons en de twee uitgangen aan de Schijnpoortweg. 
Op niveau -2 bevindt zich het 60m lange perron richting station Handel, met een overbouw van de lokethal. 
Op niveau -3 ligt op 22,90m diep het 60m lange perron richting station Sport.
Het station wordt bediend door volgende lijnen:
Lijn 2 Hoboken - Merksem
Lijn 3 Merksem - Zwijndrecht
Lijn 5 Wijnegem - Linkeroever
Lijn 6 Luchtbal - Olympiade

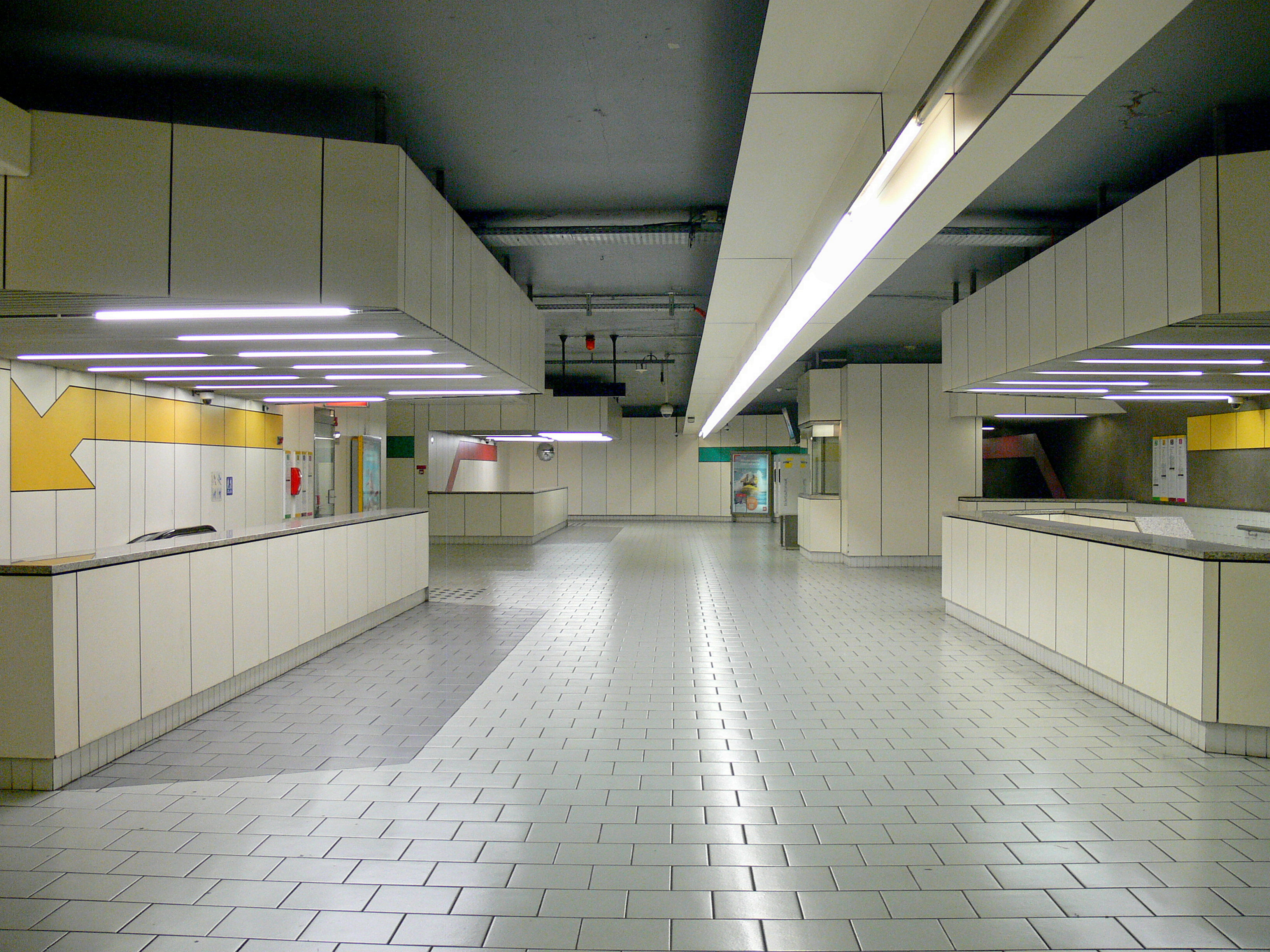
Station Schijnpoort niveau -1 Stationshal
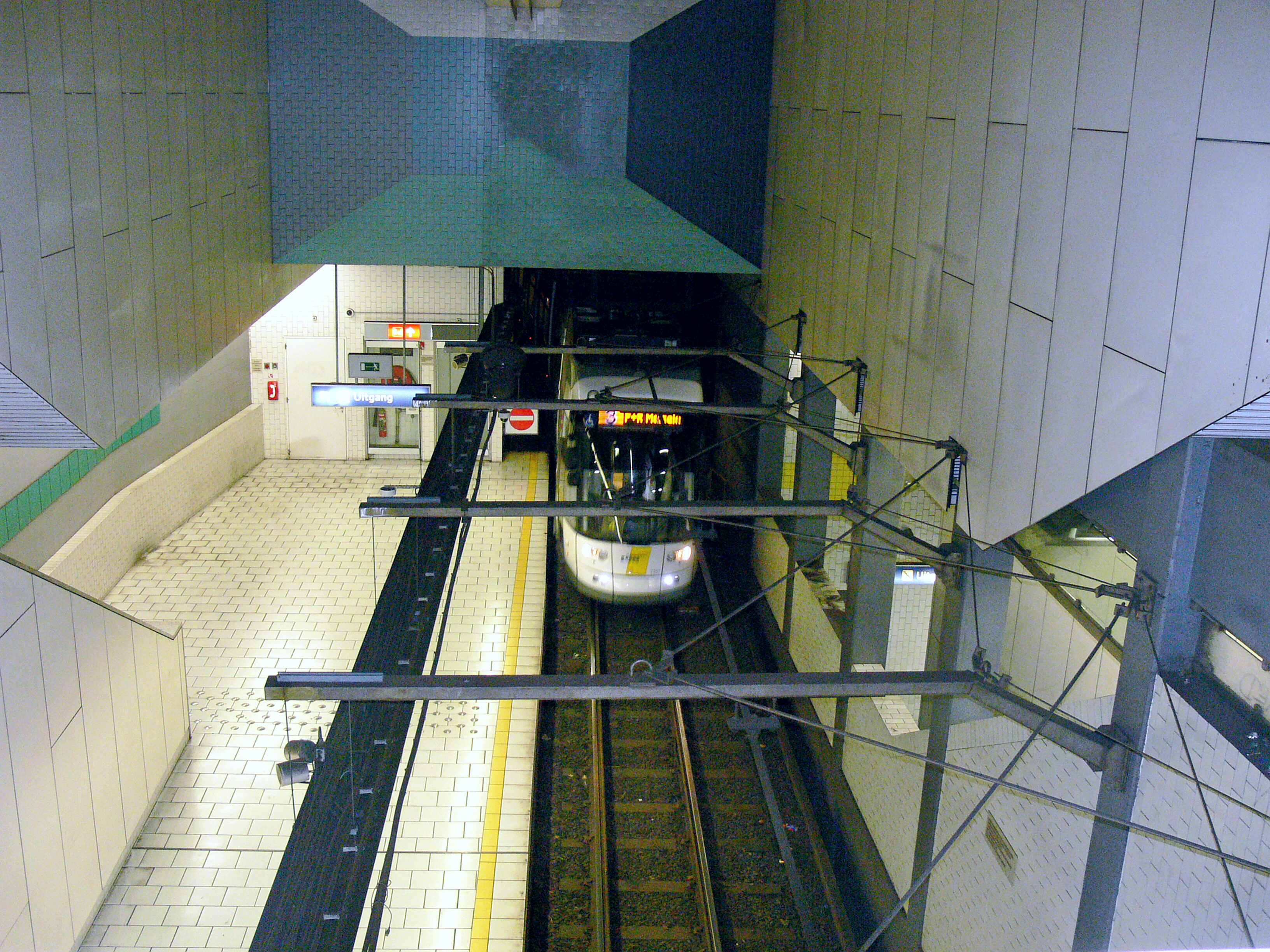
Station Schijnpoort niveau -1 stationshal zicht op perron niveau -2 richting Handel en Stuivenberg
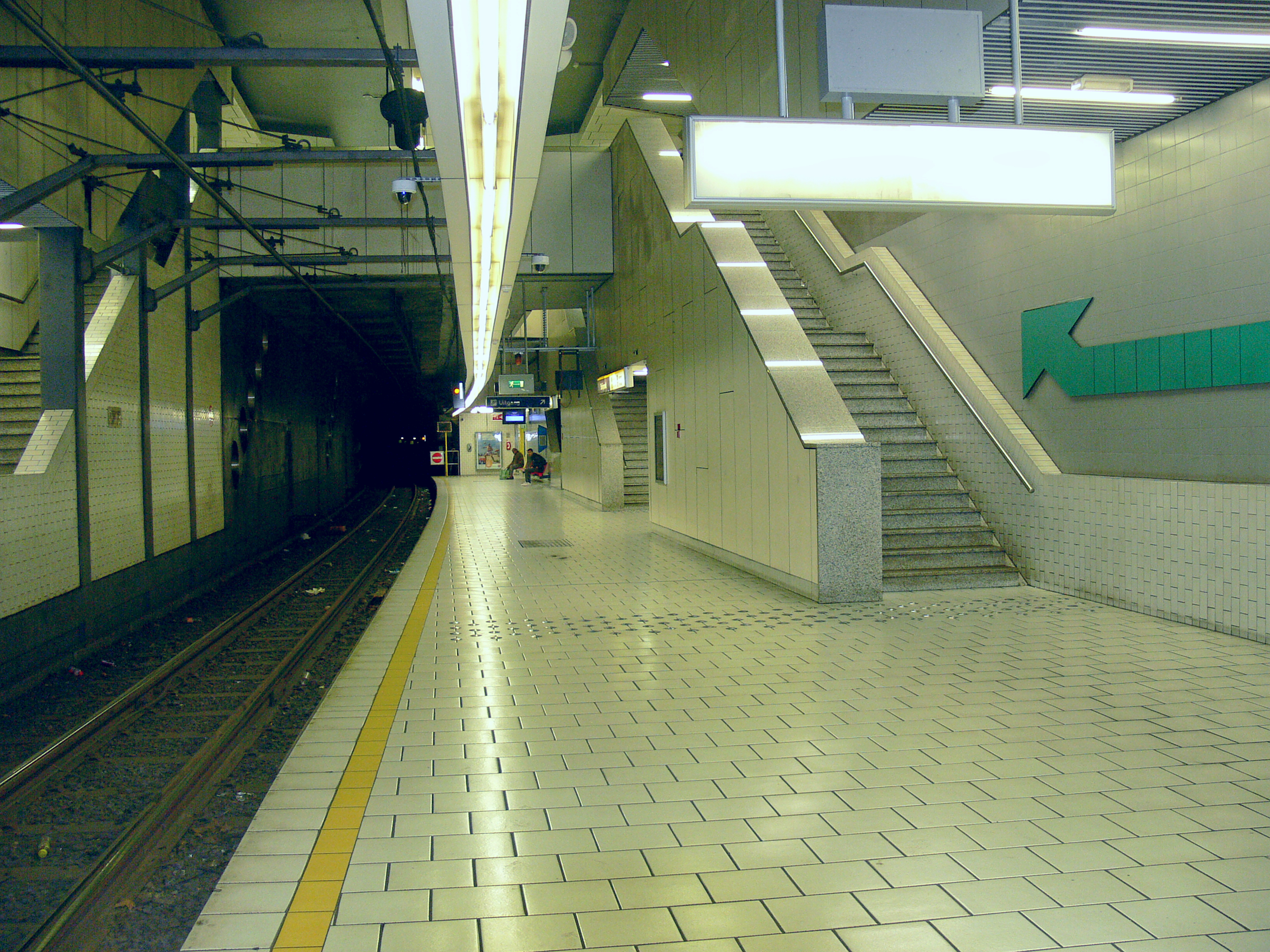
Station Schijnpoort niveau -2 Perron richting Handel en Stuivenberg
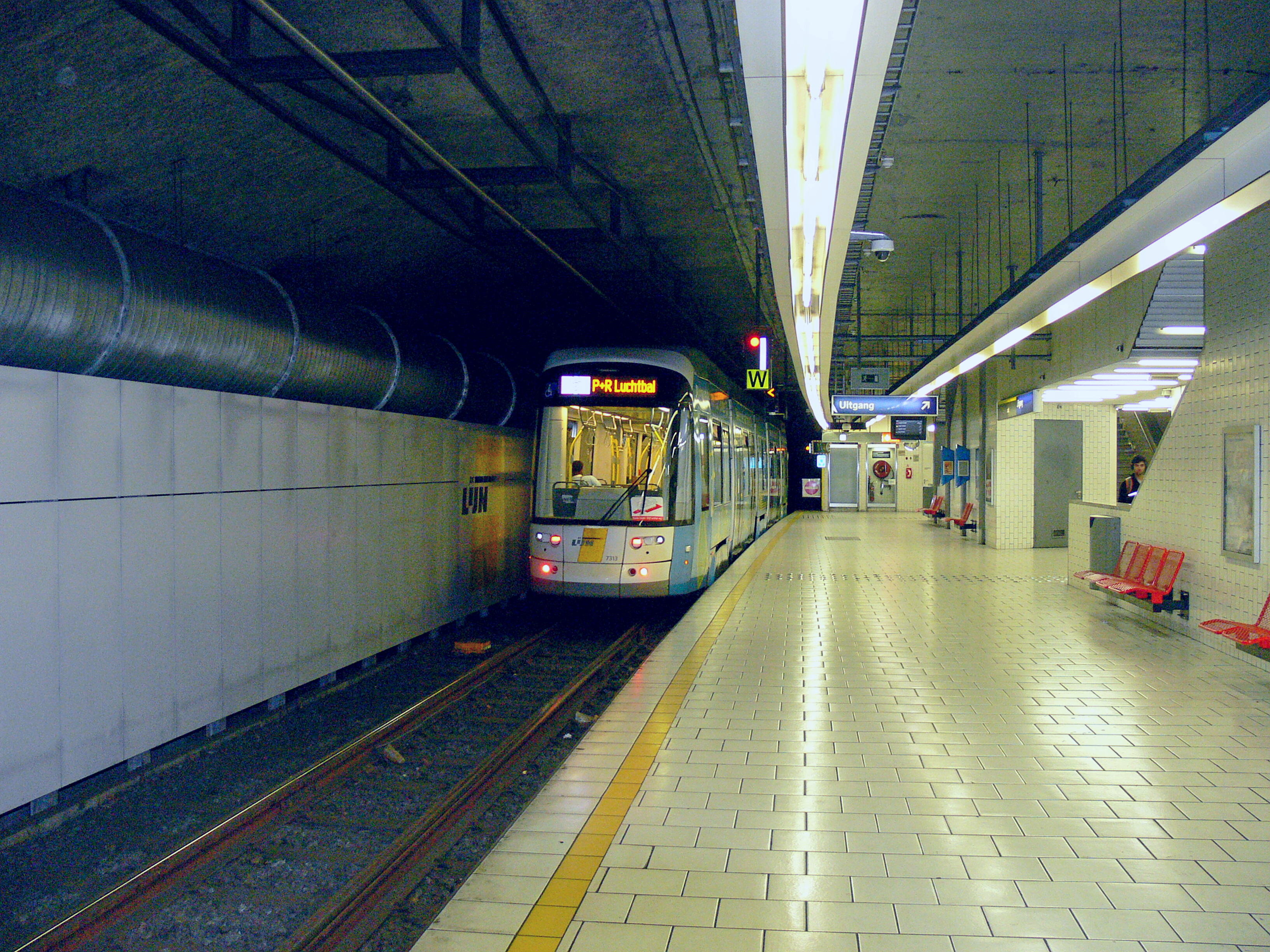
Station Schijnpoort niveau -3 Perron richting Sport en Ten Eekhove

## Toekomst
Volgens plan 2021 (zie Nethervorming basisbereikbaarheid) zouden eind 2021 de vier bovengenoemde tramlijnen vervangen worden door de premetrolijnen M2 en M3. Bovengronds zou dan overgestapt kunnen worden op tramlijn T6. Er werd in maart 2021 besloten om dit plan enkele jaren uit te stellen tot er voldoende nieuwe trams geleverd zijn.